# Karl Pollich
Karl Pollich (auch: Carl Pollich; * 7. April 1892 in Baisingen; † 25. Juli 1972 in Hannover) war ein deutscher Ingenieur und Fahrzeug-Konstrukteur bei Hanomag.

## Leben
Karl Pollich absolvierte in der Zeit des Deutschen Kaiserreichs eine Lehre als Schlosser, besuchte dann die Maschinenbauschule in Eßlingen am Neckar und studierte anschließend an der Technischen Hochschule in Stuttgart.

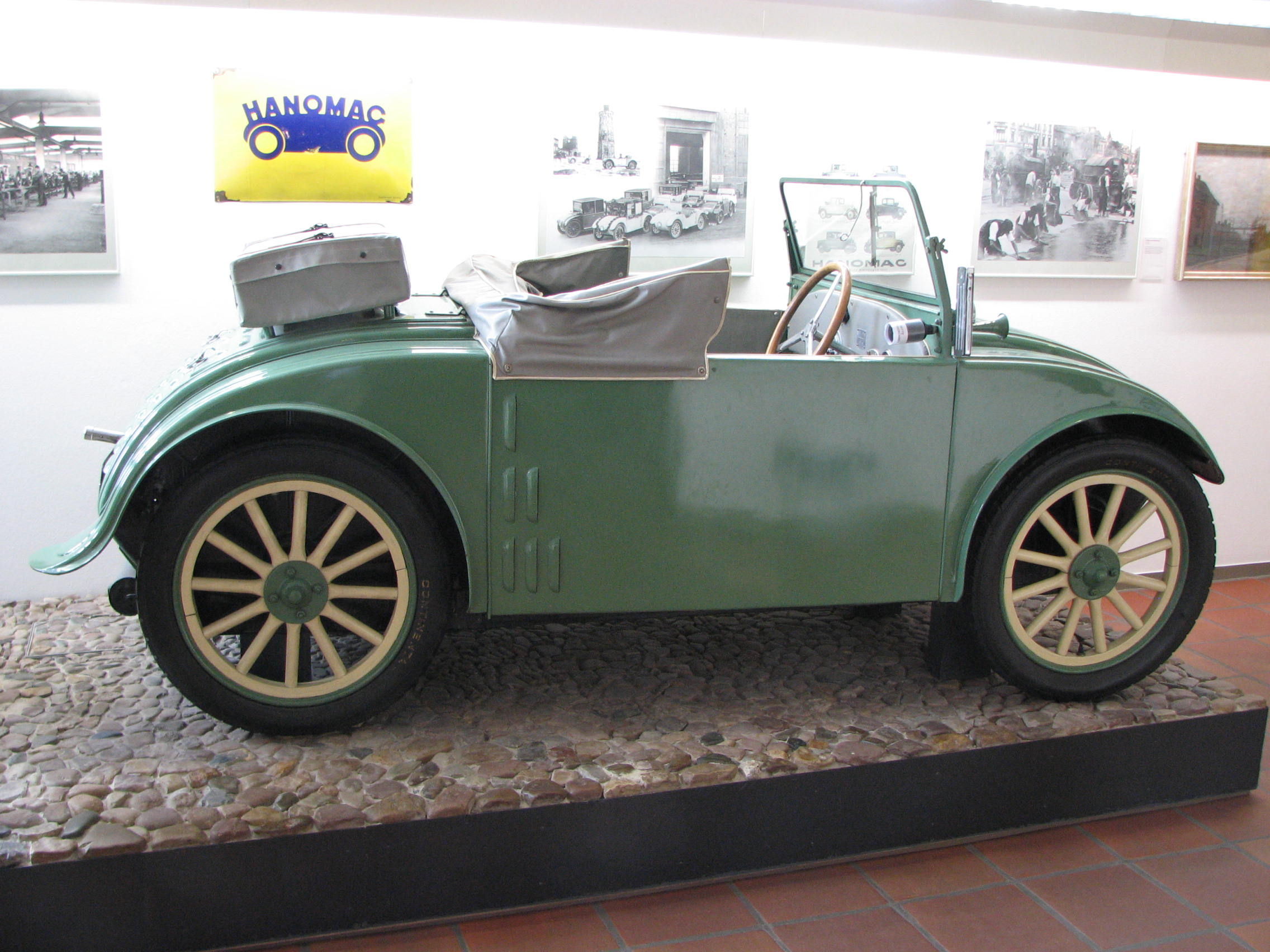
Das Kommißbrot von 1924, der „Kleine Hanomag 2/10“ von Pollich und Böhler; Historisches Museum Hannover

Nach seinen Ausbildungen wurde er im Konstruktionsbüro der Hanomag in Hannover-Linden eingestellt. Zur Zeit der Weimarer Republik konstruierte er – gemeinsam mit dem Ingenieur Fidelis Böhler und Hellmuth Butenuth – 1924 das sogenannte „Hanomag Kommißbrot“, den „Kleinen Hanomag 2/10“. Das Automobil wurde noch im selben Jahr auf der Automobilausstellung präsentiert und erregte großes Aufsehen, da es als kleines und insbesondere preiswertes Kfz eine Lücke im Markt der PKWs schloss. Konsequenterweise wurde der Kleine Hanomag 2/10 aufgrund der großen Nachfrage in den Folgejahren am Fließband produziert, wurde währenddessen zum „Cabriolet 3/16“ weiterentwickelt. Das Cabriolet gewann auf dem Nürburgring 1929 die Goldene Medaille des ADAC und wurde anschließend bei Hanomag auch als Frontlenker für den Nutzfahrzeugbau produziert.
Nach dem Ausscheiden von Fidelis Böhler stieg Karl Pollich zum Chefingenieur bei Hanomag auf sowohl für die Pkw- als auch für die Lkw-Produktion und besetzte diesen Posten beinahe die weiteren vier Jahrzehnte.
Ab 1929 konstruierte Pollich immer größere und komfortablere Limousinen, darunter
- 1931 den „Kurier“ mit 23 PS, der zum ersten Mal eine Ganzstahl-Karosserie aufwies anstelle der bisherigen Holzkonstruktionen;[3]
- 1939 während der Zeit des Nationalsozialismus den Typ „Autobahn“ mit 32 PS und einer Höchstgeschwindigkeit von 115 km/h; der Typenbau wurde im Zweiten Weltkrieg 1941 eingestellt.[3]

In den Wiederaufbaujahren konstruierte Pollich 1950 den äußerst erfolgreichen „1,5 t Dieselschnelllastwagen“.
Karl Pollich gilt als „Vater“ des Kommißbrotes wie des Autobahn – beide Fahrzeuge sind im Historischen Museum Hannover ausgestellt.